# Tour de France 2006/3. Etappe
Die 3. Etappe der Tour de France 2006 am 4. Juli führte von Esch-sur-Alzette im Großherzogtum Luxemburg über 216,5 km nach Valkenburg in den Niederlanden, bekannt durch den Frühjahrsklassiker Amstel Gold Race. Die Etappe führte auch durch Belgien.
Das Rennen durch die Hügel der Ardennen war lange Zeit von fünf Ausreißern geprägt. Bei km 15 hatte sich Jens Voigt abgesetzt, zu dem sich kurze Zeit später José Luis Arrieta, Christophe Laurent, Unai Etxebarria und Jérôme Pineau, der sich am Ende des Tages das Gepunktete Trikot überstreifte, gesellten. Arrieta wurde als Letzter dieser Gruppe wenige Meter vor dem Schlussanstieg, dem Cauberg, vom Hauptfeld gestellt. Dort riss Matthias Kessler dem Feld aus und erreichte den Gipfel des Caubergs mit einem kleinen Vorsprung. Er versuchte wie bereits auf der zweiten Etappe, die Sprinter mit einer Flucht kurz vor dem Ziel zu überraschen. Dies gelang auch und er rettete einen knappen Vorsprung ins Ziel, da sein Team den Antritt deckte. Kessler gewann seine erste Touretappe. Abgerundet wurde das Ergebnis durch den zweiten Platz von Michael Rogers, der damit dem T-Mobile Team einen Doppelsieg bescherte.
Weltmeister Tom Boonen sicherte sich am Ende des Tages das Gelbe Trikot des Gesamtführenden und das Grüne Trikot des Punktbesten. Somit kam es auf der 4. Etappe zu einer historischen Premiere: Erstmals in der Geschichte der Tour de France wurde das Gesamtklassement von zwei amtierenden Weltmeistern angeführt. Boonen war Weltmeister auf der Straße, Rogers im Einzelzeitfahren.
Überschattet wurde die Etappe von mehreren schweren Stürzen. So musste Mitfavorit Alejandro Valverde das Rennen ca. 20 km vor dem Ziel mit einem gebrochenen Schlüsselbein aufgeben. Bereits bei km 153 mussten Erik Dekker und Fred Rodriguez aus dem Rennen aussteigen.

## Aufgaben
- 54 Erik Dekker – während der Etappe, Gehirnerschütterung, Quetschungen und Gesichtsverletzungen nach Sturz
- 66 Fred Rodriguez – während der Etappe, Schultertrauma und Handgelenksverletzung nach Sturz
- 91 Alejandro Valverde – während der Etappe, Schlüsselbeinbruch nach Sturz

## Zwischensprints
1. Zwischensprint in Mersch (35 km)
| Erster  | Jens Voigt         | 6 P. und 6 s |
| Zweiter | José Luis Arrieta  | 4 P. und 4 s |
| Dritter | Christophe Laurent | 2 P. und 2 s |

2. Zwischensprint in Spa (144 km)
| Erster  | Jens Voigt         | 6 P. und 6 s |
| Zweiter | José Luis Arrieta  | 4 P. und 4 s |
| Dritter | Christophe Laurent | 2 P. und 2 s |

3. Zwischensprint in Aubel (176,5 km)
| Erster  | José Luis Arrieta  | 6 P. und 6 s |
| Zweiter | Jens Voigt         | 4 P. und 4 s |
| Dritter | Christophe Laurent | 2 P. und 2 s |

## Bergwertungen
Côte de la Haute-Levée, Kategorie 3 (131 km)
| Erster  | Jérôme Pineau      | 4 P. |
| Zweiter | Unai Etxebarria    | 3 P. |
| Dritter | Christophe Laurent | 2 P. |
| Vierter | Jens Voigt         | 1 P. |

Côte de Oneux, Kategorie 3 (155 km)
| Erster  | Jérôme Pineau      | 4 P. |
| Zweiter | Unai Etxebarria    | 3 P. |
| Dritter | Christophe Laurent | 2 P. |
| Vierter | Jens Voigt         | 1 P. |

Côte de Petit-Rechain, Kategorie 4 (165,5 km)
| Erster  | Jérôme Pineau     | 3 P. |
| Zweiter | Jens Voigt        | 2 P. |
| Dritter | José Luis Arrieta | 1 P. |

Côte de Loorberg, Kategorie 4 (189 km)
| Erster  | Jérôme Pineau     | 3 P. |
| Zweiter | José Luis Arrieta | 2 P. |
| Dritter | Jens Voigt        | 1 P. |

Côte de Trintelen, Kategorie 4 (201 km)
| Erster  | José Luis Arrieta  | 3 P. |
| Zweiter | Christophe Laurent | 2 P. |
| Dritter | Jens Voigt         | 1 P. |

Cauberg, Kategorie 3 (214,5 km)
| Erster  | Matthias Kessler | 4 P. |
| Zweiter | Philippe Gilbert | 3 P. |
| Dritter | Michael Boogerd  | 2 P. |
| Vierter | Tom Boonen       | 1 P. |

- Siehe auch: Fahrerfeld